# La Courbe
La Courbe est une ancienne commune française du département de l'Orne et de la région Normandie, devenue le 1er janvier 2016 une commune déléguée au sein de la commune nouvelle d'Écouché-les-Vallées.
Elle est peuplée de 63 habitants.

## Toponymie
De l'oïl courbe, pour désigner un méandre. La Courbe est sur un méandre de l'Orne.
La localité de La Courbe doit son nom aux sinuosités que la rivière a creusées dans le plateau schisteux du Massif armoricain. À cet endroit, les deux boucles pratiquement refermées d'un méandre, forment deux presqu'îles reliées au plateau par des isthmes étroits.
Le gentilé est Courbéen.

## Histoire

### Second âge du fer dit de la Tène
Un oppidum gaulois devait exister en ce lieu.

### Époque contemporaine
Le 1er janvier 2016, La Courbe intègre avec cinq autres communes la commune d'Écouché-les-Vallées créée sous le régime juridique des communes nouvelles instauré par la loi no 2010-1563 du 16 décembre 2010 de réforme des collectivités territoriales. Les communes de Batilly, La Courbe, Écouché, Loucé, Saint-Ouen-sur-Maire et Serans deviennent des communes déléguées et Écouché est le chef-lieu de la commune nouvelle.

## Politique et administration
| Période                                  | Période       | Identité        | Étiquette | Qualité |
| ---------------------------------------- | ------------- | --------------- | --------- | ------- |
| 1989                                     | juin 1995     | René Morand     |           |         |
| juin 1995                                | mars 2008     | Danièle Rolleri | SE        |         |
| mars 2008                                | décembre 2015 | Joël Poussier   | SE        | Employé |
| Les données manquantes sont à compléter. |               |                 |           |         |

## Démographie
En 2021, la commune comptait 63 habitants. Depuis 2004, les enquêtes de recensement dans les communes de moins de 10 000 habitants ont lieu tous les cinq ans (en 2006, 2011, 2016, etc. pour La Courbe) et les chiffres de population municipale légale des autres années sont des estimations.
| 1793 | 1800 | 1806 | 1821 | 1836 | 1841 | 1846 | 1851 | 1856 |
| ---- | ---- | ---- | ---- | ---- | ---- | ---- | ---- | ---- |
| 186  | 219  | 242  | 258  | 216  | 302  | 311  | 287  | 212  |

| 1861 | 1866 | 1872 | 1876 | 1881 | 1886 | 1891 | 1896 | 1901 |
| ---- | ---- | ---- | ---- | ---- | ---- | ---- | ---- | ---- |
| 209  | 233  | 187  | 174  | 165  | 177  | 154  | 143  | 132  |

| 1906 | 1911 | 1921 | 1926 | 1931 | 1936 | 1946 | 1954 | 1962 |
| ---- | ---- | ---- | ---- | ---- | ---- | ---- | ---- | ---- |
| 129  | 138  | 107  | 95   | 110  | 94   | 102  | 112  | 110  |

| 1968 | 1975 | 1982 | 1990 | 1999 | 2006 | 2011 | 2016 | 2020 |
| ---- | ---- | ---- | ---- | ---- | ---- | ---- | ---- | ---- |
| 101  | 96   | 54   | 51   | 54   | 63   | 55   | 57   | 63   |

## Lieux et monuments
- Les camps dit « camp du Haut du Château » et « camp du Bas de la Courbe» sont deux sites archéologiques inscrits au titre des monuments historiques par arrêté du 5 mars 1987[10] ,[11].
- Château Gontier, dans un méandre de l'Orne. Ruines d'un château fort possession de la famille de Bellême qui fut pris par le duc Robert de Normandie puis par le roi Henri Ier d'Angleterre[12].

Situé sur le point haut du village, le château bâtie, vers 1091, par Robert II de Bellême pour concourir à la défense d'une motte castrale aménagée à l'extrémité ouest du talus, réutilise un rempart vitrifié de l'âge du fer. La première courbe renferme l'église, une motte et des lignes de retranchements ; la seconde une basse-cour rectangulaire avec remparts de 11 à 12 pieds d'élévation et le donjon de grès ; la troisième des retranchements de défense du gué.
Pour Guy Hallé, au moins trois remparts de terre se succèdent sur le site.
1. Un rempart de terre édifié directement sur la roche en place datant probablement du néolithique.
2. Un rempart de pierres sèches de la fin de l'âge du fer, vitrifié, qui délimite un petit camp de deux hectares. Au IIe siècle, à l'époque gallo romaine, il a été rechargé en limon et pierrailles.
3. Un mur de moellons au Moyen Âge pouvant être attribuable au château fort[13].

- Logis de la Queurie. Le manoir du XVe siècle de plan quadrangulaire est flanqué d'une tour hexagonale à usage d'escalier[12].
- Menhir de la Pierre Tournoire.